# Ríofrío, Spanien
Ríofrío är kommun och ort i Spanien.   Den ligger i provinsen Provincia de Ávila och regionen Kastilien och Leon, i den centrala delen av landet, 90 km väster om huvudstaden Madrid. Ríofrío ligger 1 234 meter över havet och antalet invånare är 247.
Terrängen runt Ríofrío är kuperad åt sydost, men åt nordväst är den platt. Runt Ríofrío är det glesbefolkat, med 16 invånare per kvadratkilometer. Närmaste större samhälle är Ávila, 13,7 km nordost om Ríofrío. Trakten runt Ríofrío består i huvudsak av gräsmarker.